# Wallis Cub Junior
Der Wallis Cub Junior (deutsch Bärenjunge), auch Model J genannt, ist ein dreirädriger Traktor, der von der J. I. Case Plow Works in Racine (Wisconsin) zwischen 1915 und 1919 gebaut wurde. Henry Wallis entwickelte ihn, da die Herstellkosten der beiden großen Vorgängertraktoren Bear und Bear Cup sehr hoch waren und aufgrund dessen nur wenig Exemplare verkauft wurden.

## Technische Daten
Der Traktor hat einen wassergekühlten Vierzylinder-Viertakt-Ottomotor mit 5350 cm³ Hubraum sowie eine Leistung von 15 PS am Zugpendel und 30 PS an der Riemenscheibe jeweils bei 900 min−1. Das Getriebe des Traktors hat zwei Vorwärtsgänge und einen Rückwärtsgang; der Gangwechsel wird nach Handbetätigung der Kupplung durch eine Schaltgabel vorgenommen. In der Länge misst der Traktor 4360 mm, in der Breite 1520 mm und 1620 mm in der Höhe. Das Gewicht des Cub Junior beträgt 1360 kg.
Die gesamte Konstruktion des Cub Junior ist einfach sowie robust gehalten und stammt in Teilen von den damals noch gebauten Dampftraktoren ab. Eine Besonderheit ist die massive Stahlblechwanne unter dem Motor, die als tragender Schalenrahmen dient und dem Traktor eine gute Steifigkeit verleiht. Er erreicht eine Höchstgeschwindigkeit von etwa 7 km/h und rollt auf Eisenrädern, die hinten mit Traktionsstacheln besetzt sind. Einzige Bremsmöglichkeit ist ein Holzklotz, der per Hebel gegen die Riemenscheibe gedrückt wird.
Das Vorderrad besitzt eine kleine Schraubenfederung und einen Dreckschaber, der anhaftenden Boden abstreift und so das Verklumpen des Vorderrades im Acker wirksam verhindert. Die Lenkbewegungen werden vom Lenkrad über eine lange Stange zu einem Kegelrad geführt, das in ein Tellerrad greift. Das Tellerrad wiederum bewegt eine Kette, mit deren Hilfe die Vorderachs-Gabel gedreht wird.

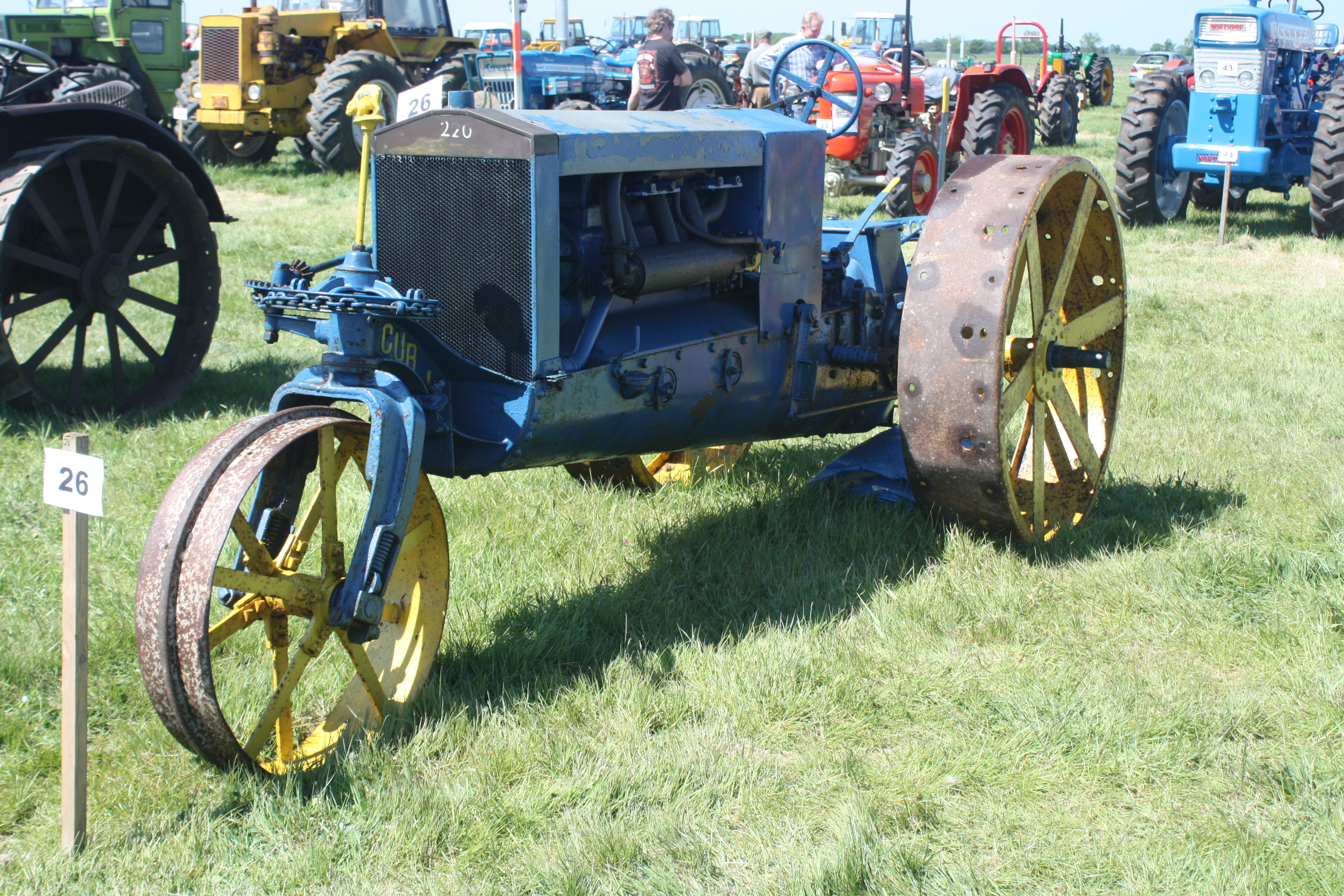
Der Wallis Cub Junior auf einem Bulldog-Treffen 2009
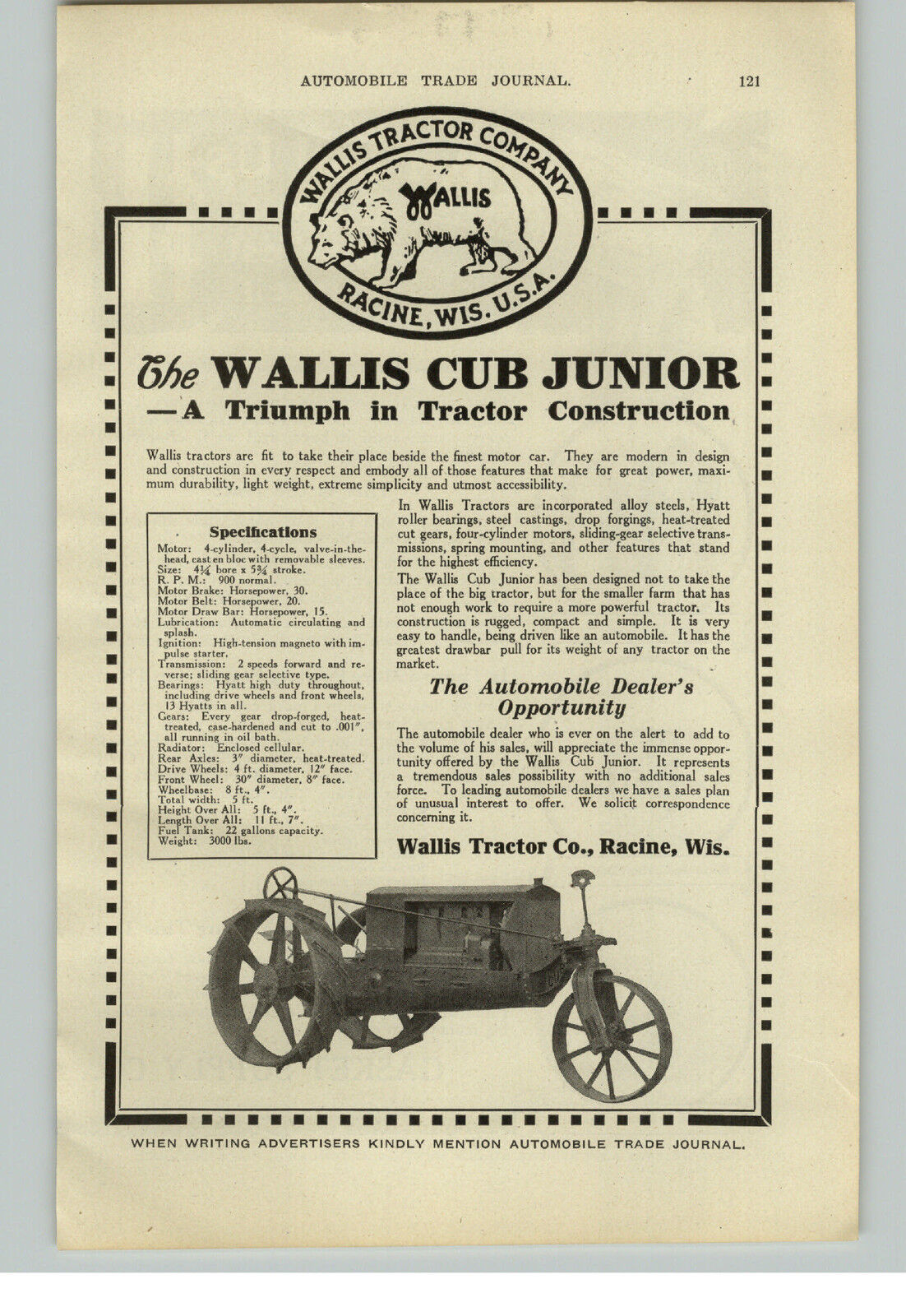
Anzeige im Automobile Trade Journal für Wallis Cub Junior